# Fessia puschkinioides
Fessia puschkinioides är en sparrisväxtart som först beskrevs av Eduard August von Regel, och fick sitt nu gällande namn av Franz Speta. Fessia puschkinioides ingår i släktet Fessia och familjen sparrisväxter. Inga underarter finns listade i Catalogue of Life.